# Crematogaster mesonotalis
Crematogaster mesonotalis är en myrart som beskrevs av Carlo Emery 1911. Crematogaster mesonotalis ingår i släktet Crematogaster och familjen myror. Inga underarter finns listade i Catalogue of Life.